# الکس مان
الکس مان (انگلیسی: Alex Man؛ زادهٔ ۲۵ ژوئیهٔ ۱۹۵۷) بازیگر اهل هنگ کنگ است. از فیلم‌هایی که وی در آن نقش داشته‌است، می‌توان به هنگ کنگ ۱۹۴۱، بروس لی، برادرم و بونتی اشاره کرد.